# Kenji Tsuruta
Kenji Tsuruta (鶴田 謙二 Tsuruta Kenji?), nacido el 9 de mayo de 1961 en Hamamatsu, en la Prefectura de Shizuoka, es un mangaka japonés. Entre sus obras más destacadas se encuentra la serie de ciencia ficción Spirit of Wonder, que ha sido adaptada en el anime homónimo que le reportó gran reconocimiento.

## Biografía
Con la intención de ser fotógrafo, Tsuruta inició estudios universitarios de física óptica. Durante estos años de formación, entraría en contacto con las obras de numerosos autores de ciencia ficción, tales como el escritor Robert A. Heinlein, o mangakas como Tetsuya Chiba o Yukinobu Hoshino, cuyo manga Dientes de Sable (サーベル・タイガ?) le alentaría a iniciarse en el mundo del cómic.
Tras graduarse, empezó a autopublicar sus propios dōjinshi y se convirtió en asistente de varios autores de manga. Más tarde, se profesionalizaría y haría su debut en 1986. Su primera serie manga fue Hiroku te suteki na uchū ja nai ka (広くてすてきな宇宙じゃないか?  Un gran y maravilloso universo), de carácter breve, que fue publicada en la revista Morning de la editorial Kōdansha, ambientada en un mundo cuya tierra firme se está hundiendo en el mar. Tsuruta ha explicado que la inspiración para esta historia durante un trayecto en tren hacia la costa desde Tokio hasta Odawara, a lo largo de cuyo recorrido vio gran cantidad de arrozales. Entonces, imaginó un tren atravesando el océano, y con esa imagen en mente, empezó a pensar en una historia donde pudiera aprovecharla.
Poco después, Tsuruta empezó a publicar Spirit of Wonder, que se encuentra entre sus obras más famosas. La obra fue serializada por Kōdansha en sus revistas Morning y Afternoon, ambas destinadas a un público joven adulto o seinen entre 1987 y 1996, siendo posteriormente adaptada a anime. Spirit of Wonder se compone de historietas autoconclusivas de ciencia ficción que buscan evocar la capacidad de fascinación del ser humano ante inventos sorprendentes.
Cuando terminó Spirit of Wonder, Tsuruta empezó a hacer historietas breves, además de varios libros de ilustraciones, que tuvieron bastante éxito. En 2002, se encargó del diseño de personajes de la serie de anime Distrito Comercial Mágico Abenobashi y de su posterior adaptación al manga.
Sería a partir del 2008 cuando volvería a tener éxito junto a Shinji Kajio cuando se publicó Omoide Emanon (おもいでエマノン?), continuando con la serie hasta tener cuatro volúmenes. Aunque no sería su primera colaboración: Estos mangas se tratan de una readaptación de las novelas homónimas, escritas igualmente por Shinji Kajio e ilustradas por Kenji Tsuruta.
Mientras se publicaban los volúmenes de la saga Emanon, Kenji Tsuruta continuó con el manga de "Wandering Island" Bōken Erekitetou (冒険エレキテ島?) y La Pomme Prisonnière (ポム・プリゾニエール?) (Spin-Off de Forge-Me-Not). Al igual que su última obra (Captain's Momo Secret Base (モモ艦長の秘密基地?)), ambos manga se originaron en la revista Rakuen Le Paradis (楽園 Le Paradis?), alcanzando el éxito suficiente como para terminar publicándose en formato tomo.
Actualmente se mantiene en activo a través de la revista Rakuen Le Paradis, así como en la publicación de nuevos artbooks e ilustraciones para distintos medios.

## Premios
En 2000 y 2001, Tsuruta ganó el premio a Mejor artista del año en la 31.ª y 32.ª edición de los Premios Seiun, considerado el galardón de ciencia ficción más prestigioso de Japón. También consiguió el premio Hayakawa a mejor ilustrador de ciencia ficción en el 2000.

### Obras
- Spirit of Wonder
- SF Meibutsū – Shoki Sakuhinshū (SF名物-初期作品集?)
- Distrito Comercial Mágico Abenobashi (diseño de personajes y adaptación al manga)
- Forget-Me-Not (フォゲットミーナット?)
- Nippon Furusato Chinbotsu (日本ふるさと沈没?) (anthology)
- Omoide Emanon (おもいでエマノン?) con guion de Shinji Kajio
- Sasurai Emanon (さすらいエマノン?) con guion de Shinji Kajio
- ZokuZoku Sasurai Emanon (續々さすらいエマノン?) con guion de Shinji Kajio
- La Pomme Prisonnière (ポム・プリゾニエール?)
- Bōken Erekitetou (冒険エレキテ島?) 2 volumenes
- Captain's Momo Secret Base (モモ艦長の秘密基地?)

### Obras publicadas en España
- Spirit of Wonder (Publicado primero en 1997 por la Editorial Planeta DeAgostini bajo el título Miss China. Spirit of Wonder en cinco números y, después, en 2003 por Ediciones Glénat España, bajo el título original de Spirit of Wonder en tres volúmenes)[5]
- Forget-me-not (Publicado es España en 2007 por Ediciones Glénat España en un tomo único)[5]
- Emanon Recuerdos (おもいでエマノン 'Omoide Emanon'?) con guion de Shinji Kajio (Publicado en España por Ponent Mon)[5]
- Emanon Vagabunda (さすらいエマノン 'Sasurai Emanon'?) con guion de Shinji Kajio (Publicado en dos volúmenes por Ponent Mon entre 2016 y en 2017)[5]

### Artbooks
- suiso – hydrogen (水素-hydrogen?)
- Eternal
- Hitahita (ひたひた?)
- Comet (コメット Kometto?)
- Future (Basado en las novelas de Ciencia Ficción escritas por Edmond Hamilton)
- Tsubuan (つぶあん?)
- Tsuruta Kenji Kyōyō Gashū: Made in China (鶴田謙二教養画集 MADE IN CHINA?) (artbook en CD-ROM)